# 세븐스 드래곤
《세븐스 드래곤》은 세가가 발매하는 일련의 롤플레잉 비디오 게임 시리즈이다. 2009년 닌텐도 DS용으로 출시한 《세븐즈 드래곤》를 시작으로 본편 및 외전들을 합쳐 총 네 작품이 발매됐다.

## 게임
- 《세븐즈 드래곤》 (2009)
- 《세븐스 드래곤 2020》 (2011)
- 《세븐스 드래곤 2020-II》 (2013)
- 《세븐스 드래곤 III 코드: VFD》 (2015)

## 그 외 매체
- 《세븐스 드래곤 더 코믹》

## 개발
시리즈 프로듀서는 코다마 리에코가 담당했으며, 그 외 작곡가 코시로 유조, 캐릭터 디자이너 모타, 몬스터 디자이너 야마모토 아키후미가 참가했다.

## 참조

### 내용주
1. ↑  영어: 7th Dragon, 일본어: セブンスドラゴン